# General Berthelot (gmina)
General Berthelot – gmina w Rumunii, w okręgu Hunedoara. Obejmuje miejscowości Crăguiș, Fărcădin, General Berthelot, Livezi i Tuștea. W 2011 roku liczyła  896 mieszkańców.